# کارلوس سالسدو
کارلوس خوئل سالسدو هرناندز (اسپانیایی: Carlos Joel Salcedo Hernández‎؛ زادهٔ ۲۹ سپتامبر ۱۹۹۳) بازیکن فوتبال اهل مکزیک است.
از باشگاه‌هایی که در آن بازی کرده‌است می‌توان به رئال سالت لیک، گوادالاخارا، فیورنتینا و آینتراخت فرانکفورت اشاره کرد.
وی همچنین در تیم ملی فوتبال مکزیک بازی کرده‌است.